# نان روغنی کرمانشاهی
نان روغنی کرمانشاهی نوعی نان با بافتی خشک و بسیار ترد است که در شهر کرمانشاه پخته می‌شود و یکی از سوغات‌های این شهر به‌شمار می‌آید. این نوع نان توسط نانوایی‌های ویژه‌ای در این شهر به شیوهٔ سنتی در تنور پخته می‌شود. نان روغنی کرمانشاهی به عنوان میان‌وعده در کنار عصرانه همراه با چای سرو شود.

## مواد تشکیل‌دهنده
مواد تشکیل دهندهٔ نان روغنی کرمانشاهی آرد، روغن، شکر و آب است. به‌طور متوسط برای تهیهٔ یک قرص متوسط نان روغنی کرمانشاهی به ۱/۵ پیمانه آرد سفید شیرینی‌پزی، نیم پیمانه آب یخ، ۷۵ گرم روغن و ۴ قاشق غذاخوری شکر نیاز است. برای تهیهٔ نان روغنی کرمانشاهی از روغن حیوانی ویژهٔ کرمانشاه استفاده می‌شود، با این وجود در چند دههٔ اخیر استفاده از کره یا روغن جامد نیز رایج شده‌است که عطر و طعم روغن حیوانی را ندارد.

## طرز تهیه
برای تهیهٔ نان روغنی کرمانشاهی روغن از قبل در دمای محیط قرار داده می‌شود تا نرم شود. شکر باید در آب یخ حل شود. سپس آرد و روغن را باید به ترکیب آب یخ و شکر اضافه کنیم و به‌هم بزنیم. در این مرحله خمیری به‌دست می‌آید که باید ۲۰ دقیقه ورز داده شود تا کاملاً یکنواخت و لطیف شود. سپس خمیر در داخل سینی پهن می‌شود، به‌گونه‌ای که یک سانتی‌متر ضخامت داشته‌باشد. سپس در دمای ۱۸۰ درجهٔ تنور (و یا فر) به مدت ۴۰ دقیقه قرار داده می‌شود تا برشته شود.